# Altinho (kommun)
Altinho är en kommun i Brasilien.   Den ligger i delstaten Pernambuco, i den östra delen av landet, 1 500 km nordost om huvudstaden Brasília. Antalet invånare är 22 363.
Följande samhällen finns i Altinho:
- Altinho

Omgivningarna runt Altinho är huvudsakligen savann. Runt Altinho är det ganska tätbefolkat, med 54 invånare per kvadratkilometer.